# Style (álbum)
Style é o quinto álbum de estúdio da banda japonesa de rock, Luna Sea, lançado em 22 de abril de 1996 pela gravadora MCA Victor. Os singles do álbum são "Desire", "End of Sorrow" e "In Silence".
"In Silence" foi usada como tema de abertura da versão japonesa da série de televisão Chicago Hope.
Style e outros sete álbuns da banda foram relançados em formato de vinil em 29 de maio de 2019.

## Recepção
| Críticas profissionais | Críticas profissionais |
| Avaliações da crítica  | Avaliações da crítica  |
| Fonte                  | Avaliação              |
| ---------------------- | ---------------------- |
| Sputnikmusic           | [ 3 ]                  |

Style foi o primeiro álbum da banda a alcançar topo das paradas da Oricon Albums Chart, permanecendo por 21 semanas. Foi certificado disco de platina pela RIAJ por vender mais de 400.000 cópias ainda no ano de lançamento. Em 2007, Yu-Ki & DJ Koo do TRF fizeram um cover de "End of Sorrow" para o álbum de tributo Luna Sea Memorial Cover Album.

### Críticas profissionais
Sputnikmusic deu uma nota de 4 de 5, iniciando com: "Abrindo com uma modesta faixa low-fi, os roqueiros visual kei ex-spray de cabelo Luna Sea se abstêm de teatralidade durante o estilo do meio/final da carreira, o que pode prejudicar a experiência geral dos ouvintes que preferem o trabalho mais enérgico que lançaram", concluindo "em geral, altamente recomendado."

## Turnê
As turnês de lançamento do álbum foram "Un Ending Style", "Un Ending Style ~To Rise~, e a turnê final "Un Ending Style Tour Final Christmas Stadium", com um total de 46 shows em 38 lugares para uma audiência cumulativa de 110,000 pessoas.

## Faixas
| N.º            | Título           | Duração |  |
| 1.             | "With Love"      | 5:13    |  |
| 2.             | "G."             | 4:19    |  |
| 3.             | "Hurt"           | 5:25    |  |
| 4.             | "Ra-Se-N"        | 5:15    |  |
| 5.             | "Luv U"          | 5:21    |  |
| 6.             | "Forever & Ever" | 10:25   |  |
| 7.             | "1999"           | 2:27    |  |
| 8.             | "End of Sorrow"  | 4:21    |  |
| 9.             | "Desire"         | 4:24    |  |
| 10.            | "In Silence"     | 5:36    |  |
| 11.            | "Selves"         | 8:01    |  |
| Duração total: | Duração total:   | 61:00   |  |

## Ficha técnica

### Luna Sea
- Ryuichi - vocais
- Sugizo - guitarra, violino
- Inoran - guitarra
- J - baixo
- Shinya - bateria